# Бабенко, Егор Николаевич
Егор Николаевич Бабенко (род. 5 февраля 1997, Тюмень, Тюменская область) — российский хоккеист, нападающий.

## Биография
Родился в Тюмени 5 февраля 1997 года. Хоккеем стал заниматься в местном клубе «Газовик». В дальнейшем был выбран ЦСКА на драфте континентальной хоккейной лиги под общим 19-м номером.
В сезоне 2013/2014 годов выступал в Молодёжной хоккейной лиге в составе «Тюменского легиона». Следующий сезон провёл за тольяттинскую «Ладью». В 53 матчах нападающий набрал 50 очков, после чего подписал контракт с канадский клубом WHL «Летбридж Харрикейнз». В Канаде отыграл два сезона, за которые набрал 150 очков.
В 2017 году в составе тольяттинской «Лады» дебютировал в КХЛ. 27 августа 2017 года забросил свою первую шайбу в КХЛ.
В сезоне 2018/2019 годов сыграл несколько матчей в КХЛ в составе Динамо-Москва, а основную часть сезона провёл в череповецкой Северстали.
С 2021 года на протяжении двух сезонов являлся нападающим клуба ХК «Сочи». Сыграл 66 матчей, забил 7 шайб и сделал 10 результативных передач.
Сезон 2023/2024 годов провёл в составе «Лады». Сыграл 30 матчей, забил 4 шайбы, выполнил пять результативных передач.
Сезон 2024/2025 года начал в казанском «Ак Барсе», с которым подписал однолетний контракт.